# Dohndorf (Köthen)

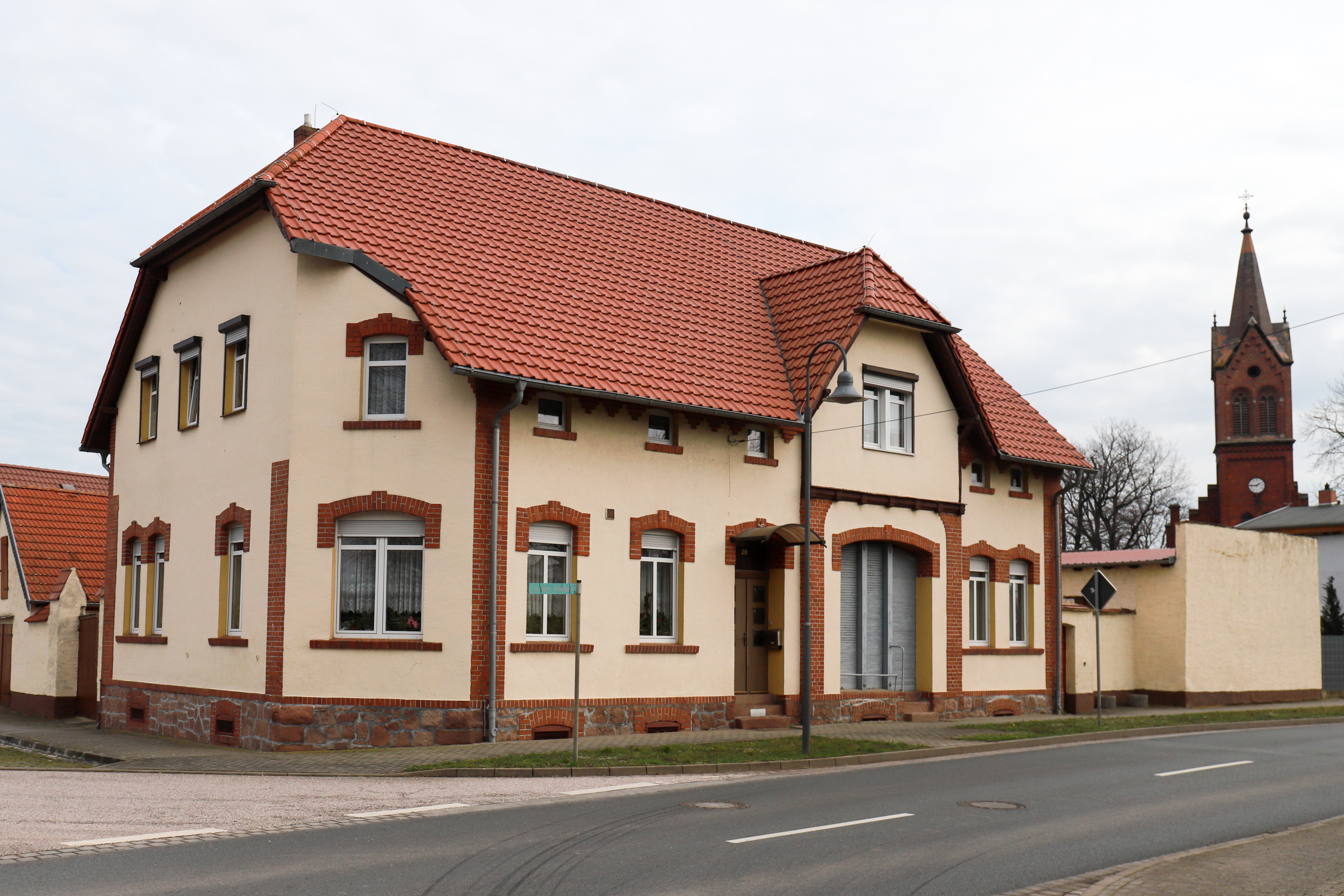
Dorfansicht (2023)

Dohndorf liegt 8 km westlich von Köthen (Anhalt) und gehört seit dem 1. Januar 2004 zur Stadt Köthen (Anhalt). Der Ortsname ist deutsch und besagt, dass es das Dorf eines Mannes namens Dodo ist. In den alten Schriften wird das Dorf als Dodendrop oder auch Dudindorff erwähnt. Bürgermeister des Ortes ist Uwe Wittmann.

## Geographie
Die Ortschaft Dohndorf liegt in Richtung Könnern an der Landesstraße 148. Die nächste Anbindung an die Autobahn A 14 befindet sich an der Auffahrt Könnern in Richtung Magdeburg oder Halle.

## Allgemeines
Das Dohndorf des 19. Jahrhunderts war eine stark von Ackerbau und Viehzucht geprägte Gemeinde. Einst war das Dorf in einzelne Höfe aufgeteilt, noch immer sind Überreste verteilt im Ort zu finden.
Im Osten des Dorfes befindet sich überdies ein größerer Urnenfriedhof mit Steinkistengräbern der frühen Eisenzeit (um 800 v.d.Ztw.).
In Dohndorf befindet sich das Landschaftsschutzgebiet „Horngraben“. In dem unter Naturschutz stehenden Gelände leben zahlreiche Tiere neben einer Vielfalt an Pflanzen.

## Geschichte
Die erste Nennung des Ortes war im Lehensregister des Fürsten Bernhard III von Anhalt als „Dodendrop“ im Jahr 1300. Zum Magdeburger Erzstift gehörte es 1370 und wurde im „Codex Diplomaticus Anhaltinus“ von 1392 urkundlich erwähnt.
1516 wurde das Dorf an die Herren von Schaderitz verkauf und blieb in deren Besitz, bis die Adelsfamilie „derer von der Werder“ im Jahr 1567 das Land kaufte. Bei einem Gefecht im Jahr 1650 zwischen schwedischen Truppen und meuternden Deutschen, die zuvor unter schwedischer Flagge kämpften, kamen mehrere Reiter ums Leben. 12 der gefallenen deutschen Reiter sollen in Dohndorf begraben wurden sein.
1718 Fürst Leopold von Anhalt-Dessau wird Eigner des Amtes zu Gröbzig und somit auch von Dohndorf. Die herzogliche Domäne Dohndorf wurde 1727 von Fürst Leopold von Anhalt-Dessau gegründet. Er fügte dem sogenannten Alten Hof (örtliches Rittergut) einen Neuen Hof hinzu. Dieser bestand aus sechs früheren Anspännergütern.
Die heutige Kirche wurde im Jahre 1882 erbaut. Vorher stand an dieser Stelle eine kleine Holzkirche, die im 13. Jahrhundert erbaut wurde. Der Gutsbesitz wurde 1922 aufgelöst.
Zur Bildung der LPG „Fortschritt“ Typ I kam es 1952. Diese wurde dann 1955 in eine LPG Typ III umgewandelt und 1959 wurde eine Groß-LPG gegründet.
1978 wurde der Gemeindeverband Gröbzig-Görzig gegründet, zu dem auch Dohndorf gehörte. Im Jahr 2004 wurde dann Dohndorf zur Stadt Köthen (Anhalt) eingemeindet.

## Bauten

### Kirche

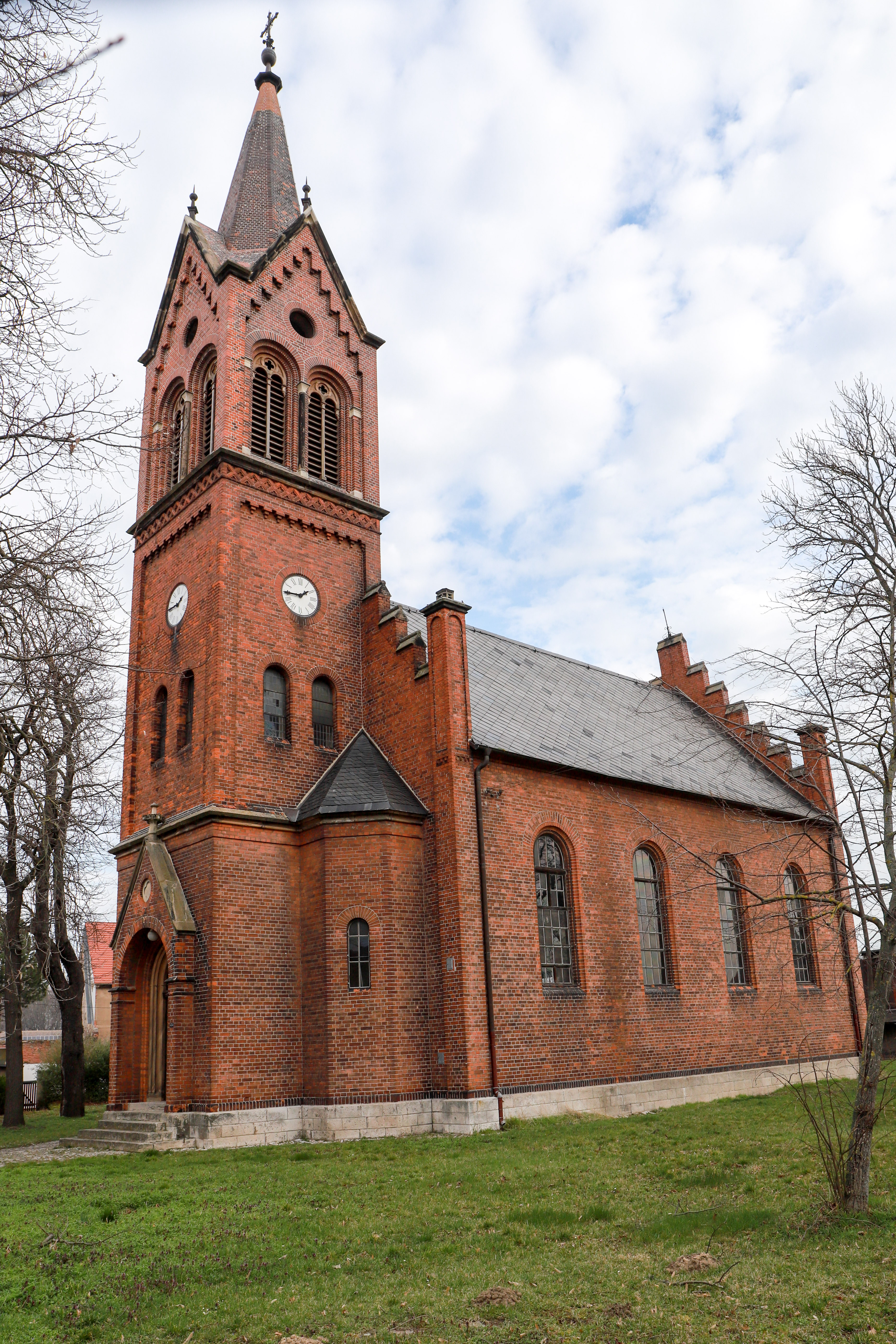
Die Dorfkirche (2023)

Inmitten des Dorfes ragt die alte Dorfkirche in die Höhe. Sie ist ein schlichter, neuromanischer und denkmalgeschützter Backsteinbau aus dem Jahre 1884. Die Langseiten werden durch große Rundbogenfenster gegliedert und der polygonale Chor durch Rundbogenfries und Strebepfeiler hervorgehoben. Der Kirchturm ragt auf der Westseite empor, beginnend mit einem Stufengiebel und endend mit einem kurzen Spitzhelm. Die Kirche besitzt einen inneren offenen Dachstuhl und erhielt ihre Orgel einst von Rühlmann aus Zörbig. Alte Geschichten besagen, dass amerikanische Truppen die Pfeifen aus der Orgel rissen und mit ihnen pfeifend durchs Dorf zogen. Übrig geblieben ist lediglich der Hohlkörper, vereinzelte Pfeifen und der Blasebalg.
Auffällig sind die bunten lichtdurchfluteten Kirchenfenster am Altar. Trotz des desolaten Zustands in der Substanz prägt die Landkirche der Gründerzeit das Orts- und Landschaftsbild. Die schweren, alten Glocken werden zu traditionellen Anlässen per Hand geläutet. Im zur Kirche gehörenden Kirchengarten, ist auch ein Kriegsgrab zu finden, außerdem wurden hier eine Zeitlang verstorbene Dorfbewohner begraben.

## Söhne und Töchter der Gemeinde
- Willy Lohmann (1883–1945), Politiker